# Perspective (Jason Becker)
| Recensione | Giudizio |
| ---------- | -------- |
| AllMusic   | [ 1 ]    |

Perspective è il secondo album discografico da solista del chitarrista statunitense Jason Becker, pubblicato il 21 maggio 1996 dall'etichetta indipendente Jason Becker Music.

## Il disco
Dopo che nel 1989, all'età di vent'anni, gli venne diagnosticata la SLA, Jason Becker cominciò gradualmente a perdere la capacità di muoversi e di suonare la chitarra. Rimase tuttavia mentalmente lucido e continuò a comporre musica attraverso l'utilizzo di un computer.
Gran parte dei brani presenti su Perspective venne composta da Becker su un Macintosh ed eseguita da altri musicisti.
Perspective venne pubblicato nel 1996 dall'etichetta di cui lo stesso Becker era proprietario e ripubblicato dalla Warner Bros. nel 2001. Contiene nove brani, tra i quali Serrana, uno tra i più noti di Jason Becker.

## Tracce
Musiche di Jason Becker, eccetto dove indicato.
1. Primal – 7:03
2. Rain – 3:14
3. End of the Beginning – 11:46
4. Higher – 5:28
5. Blue – 4:46
6. Life and Death – 9:11
7. Empire – 5:15
8. Serrana – 8:38
9. Meet Me in the Morning – 5:22 (Bob Dylan)

## Formazione
- Jason Becker – composizione, arrangiamenti, orchestrazione, chitarra elettrica, tastiere
- Gary Becker – chitarra classica
- Ehren Becker – basso elettrico
- Danny Alvarez – arrangiamenti, tastiere, organo, pianoforte, Synclavier, percussioni
- Steve Hunter – chitarra, bastone della pioggia, voce
- Steve Perry – voce, percussioni
- Michael Lee Firkins – chitarra elettrica
- Matt Bissonette – basso fretless
- Gregg Bissonette – batteria
- Brett Tuggle – voce
- Mike Bemesderfer – flauto
- Gary Schwantes – flauto di bambù
- David Stuligross – trombone
- Steve Rosenthal – piatti, rullante
- Rick Walker – percussioni
- Melanie Rath – voci
- Caren Anderson – voci
- Jennie Bemesderfer – voci
- Joey Blake – voci
- Cathy Ellis – voci
- Raz Kennedy – voci
- Anisha Thomas – voci

### Produzione
- Jason Becker – direzione artistica, design, missaggio, produzione
- Gary Becker – produzione esecutiva, illustrazioni, introduzione, disegni, fotografia
- Annie Calef – direzione artistica, copertina, design
- Ross Pelton – fotografia
- Mike Bemesderfer – produzione, ingegneria del suono, missaggio
- Danny Alvarez – produzione, ingegneria del suono, missaggio
- Steve Hunter – produzione
- Glen A. Frendel – ingegneria del suono
- John Lowery – ingegneria del suono
- John Lowry – ingegneria del suono
- Tony Mills – ingegneria del suono
- Chris Minto – ingegneria del suono
- Jeff Sheehan – ingegneria del suono
- Dave Collins – mastering